# Fraccionamiento Loma Linda
Fraccionamiento Loma Linda är en ort i Mexiko.   Den ligger i kommunen Gutiérrez Zamora och delstaten Veracruz, i den sydöstra delen av landet, 240 km nordost om huvudstaden Mexico City. Fraccionamiento Loma Linda ligger 45 meter över havet och antalet invånare är 145.
Terrängen runt Fraccionamiento Loma Linda är huvudsakligen platt, men västerut är den kuperad. Runt Fraccionamiento Loma Linda är det tätbefolkat, med 331 invånare per kvadratkilometer. Närmaste större samhälle är Gutiérrez Zamora, 1,5 km öster om Fraccionamiento Loma Linda. Omgivningarna runt Fraccionamiento Loma Linda är en mosaik av jordbruksmark och naturlig växtlighet.